# Palóc Babamúzeum
A Palóc babamúzeum Hollókőn az Ófaluban (Kossuth u. 96.) található meg. A palócföld 200 db helyi népviseletbe öltöztetett babáját tekintheti meg a látogató. 2001-ben lett megnyitva.

## Mi látható a múzeumban?
A palócok nyelvjárásuk mellett a gazdagon díszített népi öltözéküket is büszkén viselik. Sajnos, ma már egyre kevésbé látható, s csak vasárnap és jelesebb ünnepnapokon veszik fel és pompáznak bennük.
Azért nagyobb ünnepek alkalmával (pl.:húsvét)  a falu apraja és nagyja felveszik a maguk által készített népviseleti ruhákat, melyek híven tükrözik viselőjüknek családi állapotát illetve az alkalom fontosságát.
A múzeumban felsorakoztatott babákon, a palócok által lakott területekről begyűjtött népviseletek vannak bemutatva. Köztudott, hogy minden településen viselt ruházat eltért a másiktól. Általánosságban megállapítható, hogy a
Női viselet: fő tartozékai az ingváll, a rövid, a térdet nem takaró sok szoknya és a főkötő. A felsőszoknya el hímzett, fekete kötényt (szakácskát) kötöttek. A lányok az ünnepnapokon 10-15 darab alsószoknyát is felvettek, amíg az asszonyoknak már csak 6-8 szoknyát illett felvenniük. A női viselet elmaradhatatlan tartozéka volt még a többsoros gyöngy nyakék (garálizs), melyet apró virágokkal díszítettek.
Férfi viselet: volt a fehér ing, posztó nadrág, a keskeny kötény és a mellény (lajbi).
A világörökség részeként nyilvántartott Ófaluban szinte minden felújított népi lakóházban ízelítőt lehet találni, a helyi lakosság életmódjáról, lakásáról, bútorairól, népi viseletéről és gazdasági eszközeiről. Ha mindezeket megtekintjük és a látottak összeadódnak, akkor mondhatjuk el, hogy a palócság egykori életét valamennyire megismertük. A település valamennyi látványossága ezt tekinti fő céljának.

## Külső hivatkozások
- http://www.iranymagyarorszag.hu/babamuzeum/I311661/
- 360 fokos gömbpanoráma: http://www.360cities.net/image/hungary-holloko-hollk-babamzeum-museum-dolls-unesco-world-heritage-sites